# Alma Tell
Alma Tell (27 de marzo de 1898 – 29 de diciembre de 1937) fue una actriz teatral y cinematográfica estadounidense, cuya carrera en el cine se inició en 1915, finalizando la misma a principios de los años 1930.

## Biografía
Nacida en Nueva York, Estados Unidos, era la hermana menor de la actriz teatral y cinematográfica Olive Tell (1895-1951). Inició su carrera como actriz teatral en Nueva York antes de debutar en el cine en el drama dirigido por Edward José Simon, the Jester, estrenado en septiembre de 1915. Sin embargo, la carrera de Tell no llegó a rivalizar con la de su hermana mayor, y en casi todas sus películas se limitó a interpretar personajes femeninos secundarios. A lo largo de los años 1920, Tell actuó junto a actrices del cine mudo como Mae Murray, Corinne Griffith y Madge Kennedy, consiguiendo en 1923 el estatus de primera dama en el film de J. Gordon Edwards The Silent Command, en el cual actuaban Edmund Lowe, Martha Mansfield y Béla Lugosi, este último en su primera actuación cinematográfica en los Estados Unidos. La última actuación de Tell tuvo lugar en 1934 en la cinta Imitation of Life, dirigida por John M. Stahl y protagonizada por Claudette Colbert. 
Alma Tell falleció en 1937 en Hollywood, California, y fue enterrada en el Cementerio Valhalla Memorial Park  de North Hollywood. Había estado casada con el Stanley Blystone. 

## Selección de su filmografía
- The Silent Command (1923)
- Broadway Rose (1922)
- On with the Dance (1920)
- Right to Love (1920)
- Nearly Married (1917)
- The Smugglers (1916)